# Jérémy Cabot
Pour les articles homonymes, voir Cabot.
Jérémy Cabot, né le 24 juillet 1991 à Troyes, est un coureur cycliste français.

## Biographie
Jérémy Cabot est issu d'une famille de cyclistes. Son père Christophe est un ancien cycliste amateur, tout comme son grand-père Robert et son grand-oncle François. Son intégration réussie dans le jeune club du VC Toucy pendant trois saisons lui permet de passer professionnel en fin de saison 2016.
Il est ingénieur diplômé de l'école centrale de Lyon.

### Roubaix Lille Métropole

#### Saison 2017
Au mois de septembre 2016, il est engagé par l'équipe continentale nordiste Roubaix Lille Métropole pour la saison suivante. Il y fait ses débuts professionnels sur le Grand Prix d'ouverture La Marseillaise le 29 janvier 2017, dont il prend la 37e place. Le 12 mars, il s'adjuge la 16e place sur Paris-Troyes. Fin avril, il se distingue sur le Tour de Bretagne, 4e d'étape. En juin, on le retrouve 8e du classement général des Boucles de la Mayenne puis 15e lors du championnat de France de contre-la-montre. Il conclut sa première saison professionnelle sur le Tour de Vendée où il abandonne.

#### Saison 2018
Il ouvre de nouveau sa saison sur le Grand Prix d'ouverture La Marseillaise 2018 puis sur l'Etoile de Bessèges avant de se classer 7e du prologue du Tour La Provence. Le 15 avril, il termine 17e du Tro Bro Leon. Il obtient cette même place fin juin lors du championnat de France de contre-la-montre. En août, il remporte le classement de la montagne du Tour du Limousin-Nouvelle-Aquitaine. Il enchaîne par le Tour du Poitou-Charentes où il décroche une 6e place d'étape sur le contre-la-montre individuel lors de la 4e étape. En septembre, il se distingue sur le Grand Prix de Wallonie (8e) avant de conclure sa saison sur le Chrono des Nations (12e). Au terme de celle-ci, la structure nordiste voyant son budget diminuer pour 2019 ne le conserve pas. Il lance alors une campagne de financement participative afin de réunir le budget nécessaire pour un coureur supplémentaire en prenant l'exemple de Romain Le Roux. Une dizaine de jours plus tard, il met un terme à cette campagne avant que son retour au sein du SCO Dijon ne soit officialisé.

#### Saison 2019
Jérémy Cabot totalise 15 victoires dont Paris-Troyes en classe 2 et une troisième place au général du Tour du Jura. Il a simplement été le meilleur amateur de la saison avec une régularité impressionnante, sur tous types de profil.

#### Saison 2021
Il lance sa deuxième saison chez Total Direct Énergie sur la Drôme Classic (93e) où son coéquipier Julien Simon échoue au pied du podium (4e). Le 24 mai, il se classe 7e de la première édition du Mercan'Tour Classic Alpes-Maritimes. Il se montre en jambes en juin, 19e du Mont Ventoux Dénivelé Challenges, 13e de la première étape de la Route d'Occitanie, 7e du contre-la-montre individuel et 5e de la course en ligne aux championnats de France avant de participer à son premier Tour de France.
Au sortir de celui-ci, il est membre de l'échappée matinale sur la Classique de Saint-Sébastien en compagnie de 15 autres coureurs mais abandonne une fois repris. Gêné par une inflammation au tendon d'Achille, il vit une fin de saison difficile, celle-ci générant beaucoup de "fatigue physique mais aussi de la fatigue mentale, psychologique" selon lui. Son équipe étant satisfait de ses performances et de sa saison, il est mis au repos après le Tour de Wallonie (abandon) afin de se concentrer sur la préparation de la saison 2022.
En fin de contrat en fin d'année, la prolongation de celui-ci pour les saisons 2022 et 2023 est officialisée le 21 octobre.

#### Saison 2022-2023-2024
Lors de Liège-Bastogne-Liège, le 24 avril, Cabot est impliqué dans une chute collective qui l'amène à abandonner. Il subit à l'occasion une triple fracture à une clavicule. Il reprend la compétition lors du championnat de France, le 26 juin. Il ne réalise pas de résultats significatifs par la suite.
En fin de contrat en 2023 avec TotalEnergies, Cabot s'engage pour 2024 avec Saint Michel-Mavic-Auber 93.

#### Saison 2025
le 2 janvier 2025, l'ancien du Sco Dijon, Jérémy Cabot officialise sa fin de carrière.

## Palmarès
- 2009
  - Grand Prix d'Aix-en-Othe

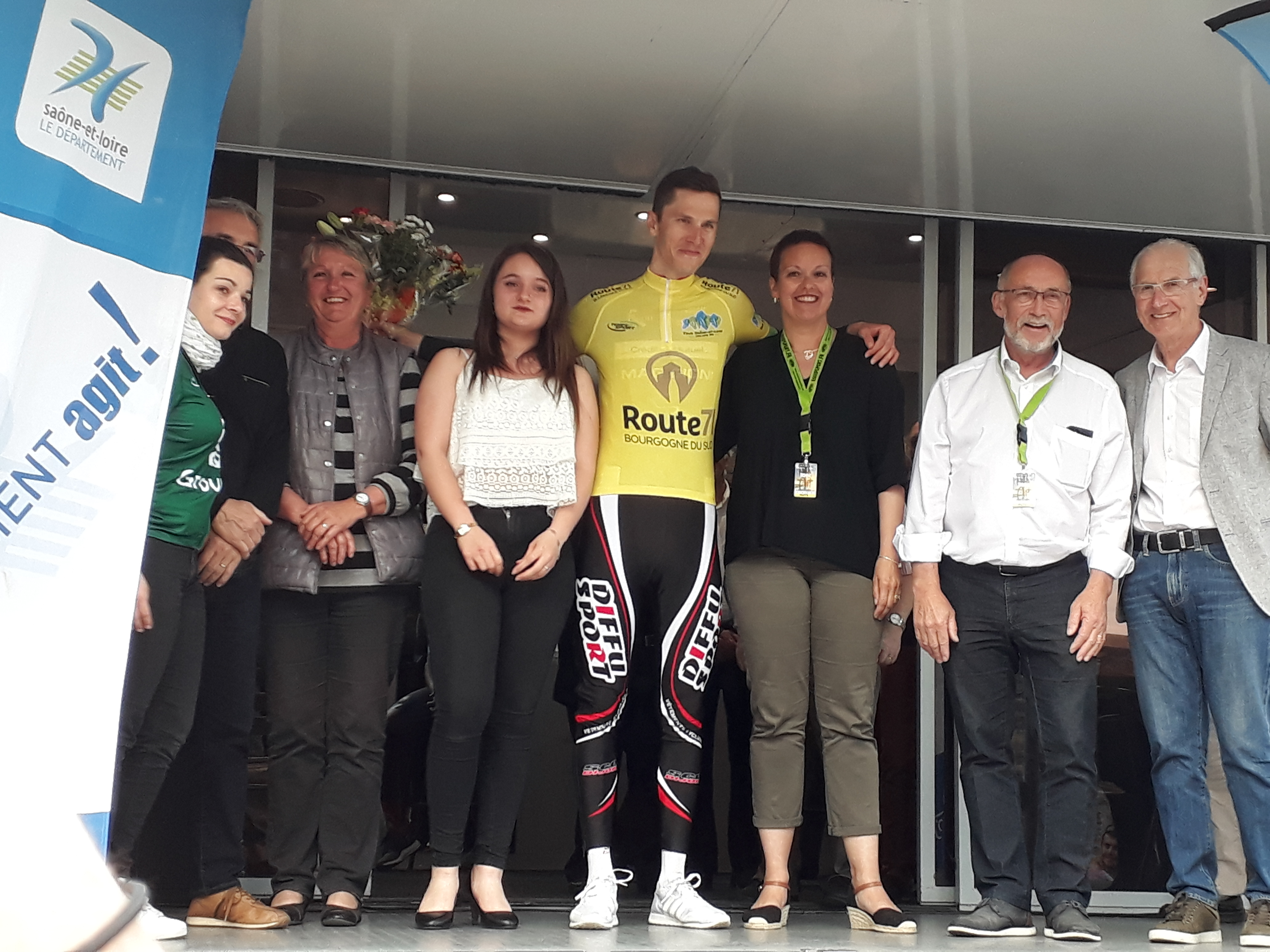
Jérémy Cabot lors du Tour de Saône-et-Loire 2019.

  - Grand Prix de Saint-Julien-les-Villas
- 2013
  - Grand Prix de Saint-Lyé
  - 1re étape du Tour de Mareuil-Verteillac-Ribérac
- 2015
  -  Champion de France universitaire du contre-la-montre
  - Classement général du Tour de la Manche
  - À travers le Pays Montmorillonnais
  - 2e du Grand Prix de Chardonnay
  - 2e du Grand Prix de Villapourçon
  - 3e du Grand Prix de la Mine
- 2016
  - 1re et 2e étapes du Tour de la Manche
  - Circuit des Mines
  - Classement général du Tour de Côte-d'Or
  - 4e étape du Tour d'Auvergne
  - 2e du championnat de France du contre-la-montre amateurs
  - 3e du Tour de la Manche
  - 3e du Tour du Chablais
  - 3e du Tour de Moselle
- 2018
  - Nocturne de Bar-sur-Aube
- 2019
  - Champion de Bourgogne-Franche-Comté du contre-la-montre
  - 3e épreuve des Boucles du Haut-Var
  - Circuit des Communes de la Vallée du Bédat
  - Paris-Troyes
  - Grand Prix de Saint-Étienne Loire
  - Annemasse-Bellegarde et retour
  - 2e étape du Tour de Saône-et-Loire
  - Classement général du Tour de la Manche
  - Tour du Loiret :
    - Classement général
    - 3e étape (contre-la-montre)

  - 2e étape du Tour de Côte-d'Or
  - Tour du Chablais :
    - Classement général
    - 2e étape

  - 2e et 4e étapes (contre-la-montre par équipes) des Quatre Jours des As-en-Provence
  - Prologue de la Boucle de l'Artois
  - 2e du Grand Prix de Puyloubier
  - 2e de Bordeaux-Saintes
  - 2e des Quatre Jours des As-en-Provence
  - 3e du Grand Prix du Pays d'Aix
  - 3e du Tour de Saône-et-Loire
  - 3e du Tour du Jura
  - 3e du Grand Prix de Bavay
  - 3e du Grand Prix des Marbriers
  -  Médaillé de bronze du contre-la-montre des Jeux mondiaux militaires[17]
  -  Médaillé de bronze de la course en ligne par équipes des Jeux mondiaux militaires[18]

## Résultats sur les grands tours

### Tour de France
1 participation 
- 2021 : 132e

## Classements mondiaux
| Année                                 | 2016  | 2017  | 2018  | 2019 | 2020 | 2021 | 2022  | 2023 | 2024  |
| ------------------------------------- | ----- | ----- | ----- | ---- | ---- | ---- | ----- | ---- | ----- |
| Classement mondial                    | 2277e | 1412e | 1118e | 718e | 785e | 618e | 1749e | 930e | 2748e |
| UCI Europe Tour                       | 1506e | 906e  | 702e  | 526e | 626e | 495e | 1146e | nc   | nc    |
|                                       |       |       |       |      |      |      |       |      |       |
| Légende : nc = non classéSource : UCI |       |       |       |      |      |      |       |      |       |